# Adam Czerwiński (muzyk)
Adam Czerwiński (ur. 2 lipca 1965 w Nowem) – polski perkusista jazzowy.

## Życiorys
W 1981 roku, jako szesnastolatek, rozpoczął naukę w Państwowej Szkole Muzycznej II st. im. Fryderyka Chopina w Gdańsku-Wrzeszczu w klasie perkusji, którą ukończył w 1986 roku. Przez pierwsze trzy lata interesował się głównie wibrafonem. To na tym instrumencie rozpoczął swoją edukację jazzową, trafiając do „Big Bandu Gdańsk” prowadzonego przez Jerzego Partykę. Uczestniczył w „Jazz Juniors” oraz w warsztatach jazzowych w Gdańsku i Chodzieży.
Rok później, już jako perkusista, współpracował z gdańską grupą „Zu-zu” i zespołem "New Coast”. W 1986 zaczął swoją profesjonalną działalność w zespole Janusza Muniaka. Następny etap to współpraca z zespołami „D-Box", „Young Power", „New Presentation”, oraz Janem Ptaszynem Wróblewskim i Zbigniewem Namysłowskim.
Od 1993 rozpoczął współpracę z Jarosławem Śmietaną, która trwała do momentu śmierci owego muzyka. Zagrali oni wspólnie setki koncertów w klubach i na festiwalach na całym świecie. Nagrali też kilkanaście płyt, między innymi „Phone Consultations”, „Autumn Suite” czy „Polish Standards”. Współpracował również z Lee Konitzem, Eddie Hendersonem, Larrym Koonse’em, Harviem Swartzem, Cameronem Brownem, Jean-Paulem Bourellym, Benniem Wallace’em czy Jamesem Newtonem.
Koncertował w większości krajów Europy, Stanach Zjednoczonych, Kanadzie, Meksyku, Brazylii, Japonii oraz w tak egzotycznych miejscach jak Liban, Egipt, Dubaj, Kuwejt czy Albania.
Adam Czerwiński jest również bardzo aktywny na polu edukacji jazzowej. Wielokrotnie brał udział jako wykładowca w warsztatach jazzowych. Od dziesięciu lat prowadzi własny workshop w Gdańsku. Są to polsko-niemieckie warsztaty pod egidą fundacji „Pojednanie”. Warsztaty te mogą się poszczycić trzema płytami nagranymi przez uczestników.
Adam jest również pomysłodawcą i współtwórcą festiwalu „Jazz w Lesie”, którego pierwsza edycja odbyła się w Sulęczynie latem 1995 roku. Festiwal istnieje już dwadzieścia jeden lat, podczas których wystąpiła tam cała czołówka polskiego jazzu oraz wiele gwiazd zagranicznych. W tej chwili jest to jeden z wiodących Festiwali w Polsce.
Ostatnie lata, to okres współpracy z wybitną gwiazdą, znakomitym skrzypkiem Nigelem Kennedym. Adam uczestniczy w kilku projektach kierowanych przez tego wirtuoza. Są to „Nigel Kennedy and Friends”, „Bach meets Miles Davies”, „Autumn Suite” i „The Jimi Hendrix Experience”.
Artyści koncertowali w takich miejscach jak: Grosse Freiheit w Hamburgu, Columbiahalle w Berlinie, Teatro Dal Verme w Mediolanie, Ronnie Scott’s oraz Royal Albert Hall w Londynie.
Adam jest również kompozytorem, aranżerem, oraz leaderem własnych zespołów.
W 2019 roku założył wydawnictwo płytowe AC RECORDS, które specjalizuje się w nagrywaniu oraz produkcji płyt winylowych na najwyższym, audiofilskim poziomie.
W 2020 roku Kapituła Towarzystwa im. Hipolita Cegielskiego przyznała mu medal „Labor Omnia Vincit” („Praca Wszystko Zwycięża”), w 2024 roku, z okazji 40-lecia pracy twórczej, otrzymał Nagrodę Prezydenta Miasta Gdańska w Dziedzinie Kultury.

## Dyskografia
- 2002 – Hollywood Album, Nagrania dokonano w Los Angeles z udziałem Larry Goldingsa, Bennie Maupina, Darka Oleszkiewicza i Jarosława Śmietany
- 2002 – Up For Air, w Japonii wydano nagrania jego trio z Larry Goldingsem
- 2005 – Raindance, nagrań dokonano również w LA z udziałem Larry Goldingsa, Larry Koonsa i Darka Oleszkiewicza
- 2009 – Pictures, tym razem w trio z udziałem Darka Oleszkiewicza i Larry Koonsa
- 2014 – Friends: Music of Jarek Śmietana[5]

Osobny rozdział w działalności Adama to współpraca z muzykami Amerykańskimi. Nagrał wiele płyt z największymi gwiazdami światowego jazzu.
- Z Art. Farmerem – Art In Wrocław oraz Art Farmer Plays Standards
- Z Garry Bartzem – African Lake
- Z Johnem Abercrombiem – Speak Easy
- Z Larry Goldingsem – Hollywood Album i Up For Air
- Z Bennie Maupinem – Story of Polish Jazz
- Z Karen Edwards – Everything Ice
- Z Johnem Purcellem – Out of the Question
- Z Nigelem Kennedym – Life In the Krakow Philharmonic Hall